# Draken-skylten

Draken-skylten är en neonskylt på före detta biografen Draken på Kungsholmen i Stockholm. Den eldsprutande neondraken hör till Stockholms äldsta neonskyltar med rörligt motiv och kom på plats 1939. Den gamla skylten ersattes av en ny kopia 2012.
| Originalskylten. Vänster: Neondraken på kvällen i augusti 2009, då redan delvis trasig. Höger: Neondraken dagtid i december 2010. |  | Originalskylten. Vänster: Neondraken på kvällen i augusti 2009, då redan delvis trasig. Höger: Neondraken dagtid i december 2010. |
| Originalskylten. Vänster: Neondraken på kvällen i augusti 2009, då redan delvis trasig. Höger: Neondraken dagtid i december 2010. |  | |

Draken-skylten, visandes en grön drake med en rörlig röd elds-tunga, är ritad av konstnären Rudolf Persson och konstruerad av Ruben Morne, medan själva biografen var formgiven av arkitekt Ernst Grönvall. 
Drakens gestaltning hade inspirerats av den drake som Isaac Grünewald applicerade på biografens ridå. Skylten är ett tidigt exempel på rörlig neon-reklam i Stockholm, som tändes samtidigt med biografens invigningen den 27 september 1938. 
Neondraken kliver med sin högra tass på Svensk Filmindustrins runda logotyp, det var SF som ägde biografen. Med jämna mellanrum söker drakens tunga kontakt med det röda neonröret som löper längs taklisten. I maj 1996 stängdes biografen och den tidigare ägaren SF hade inget större intresse för skylten längre. Fram till hösten 2010 stod lokalerna tomma och Draken-skyltens neonrör slocknade ett efter ett. 
Trots protester fick Drakenbiografens lokaler inte vara kvar för kulturella evenemang. År 2010 lät företaget Selstor bygga om biograflokalen till ett hyrlager med 600-700 förråd. Draken-skylten skulle dock få vara kvar; det var ett uttryckligt krav i bygglovet för ombyggnaden. Den gamla Draken-skylten togs ner för renovering i början av år 2012. Det visade sig att den var helt sönderrostad och en ny skylt tillverkades av Spektra Neon och återmonterades den 23 maj 2012.

## Nya Draken-skylten

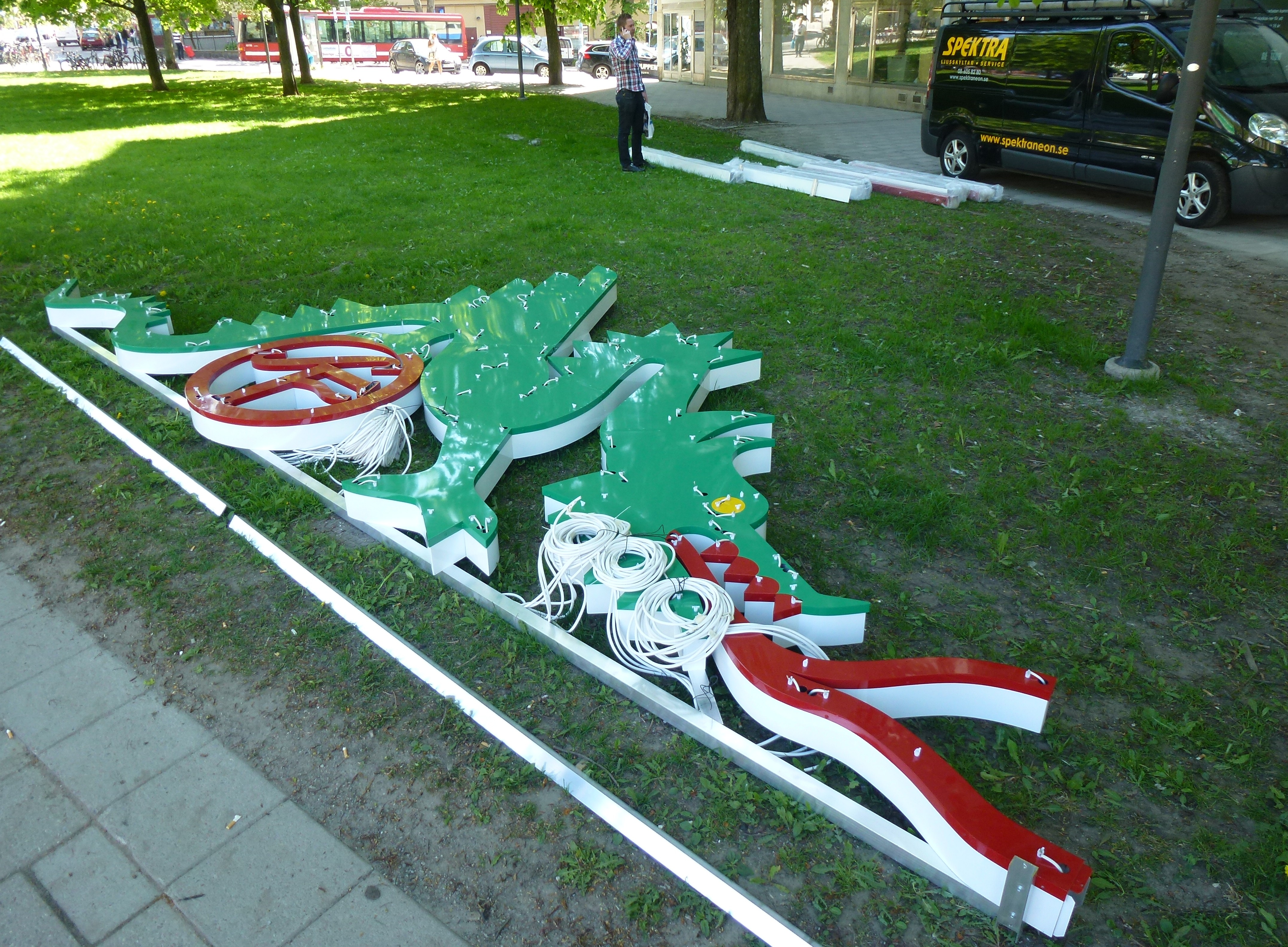
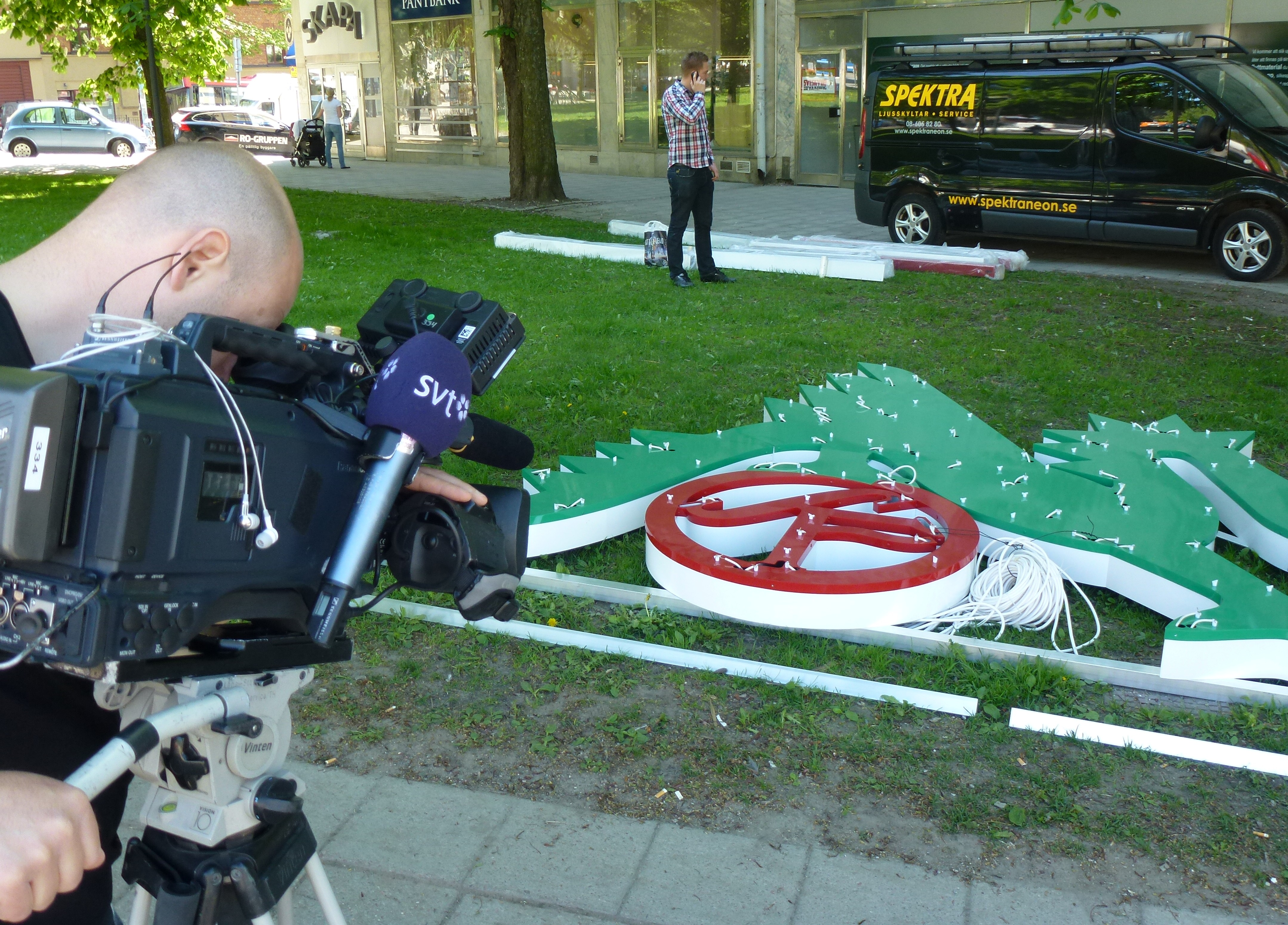
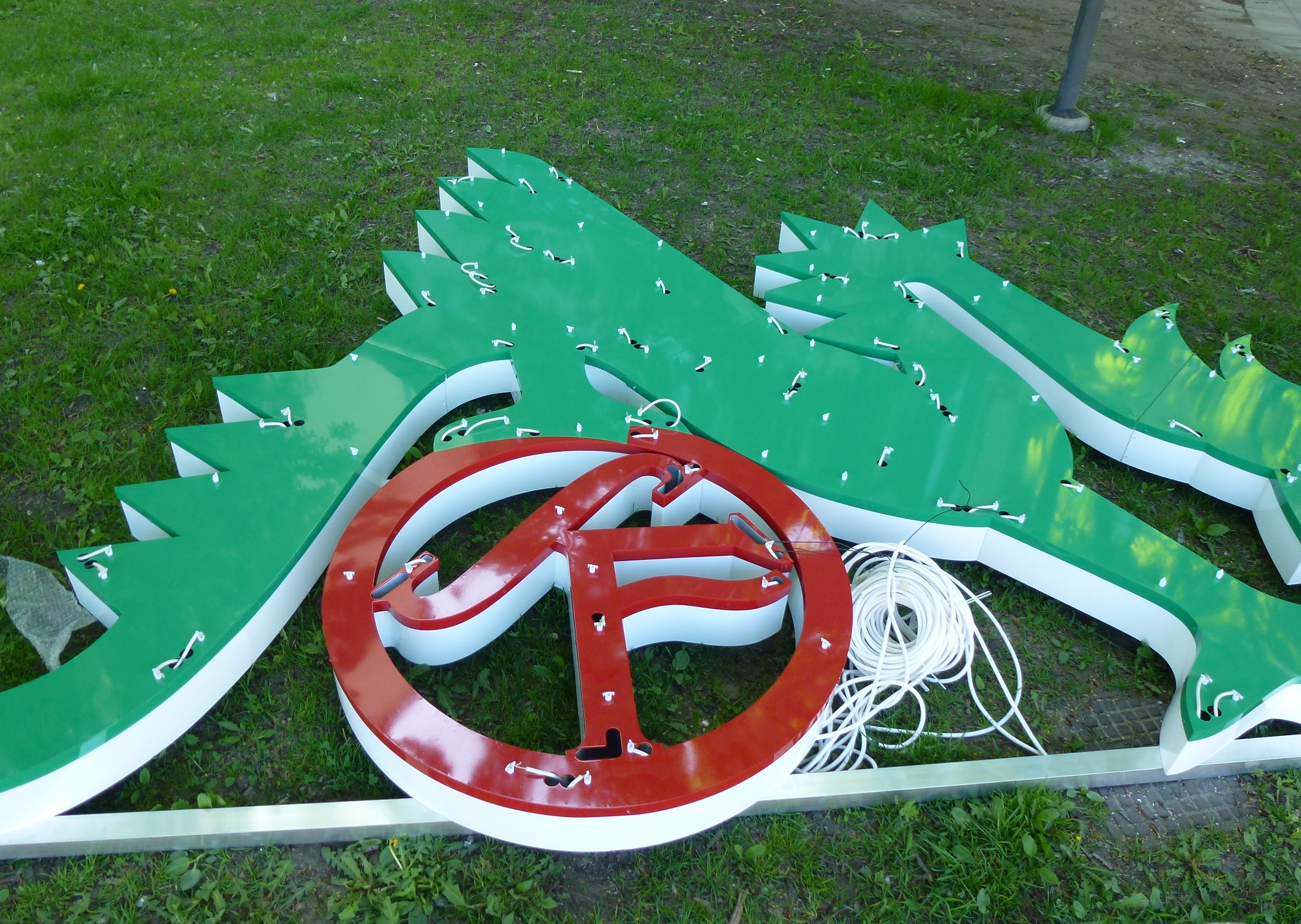
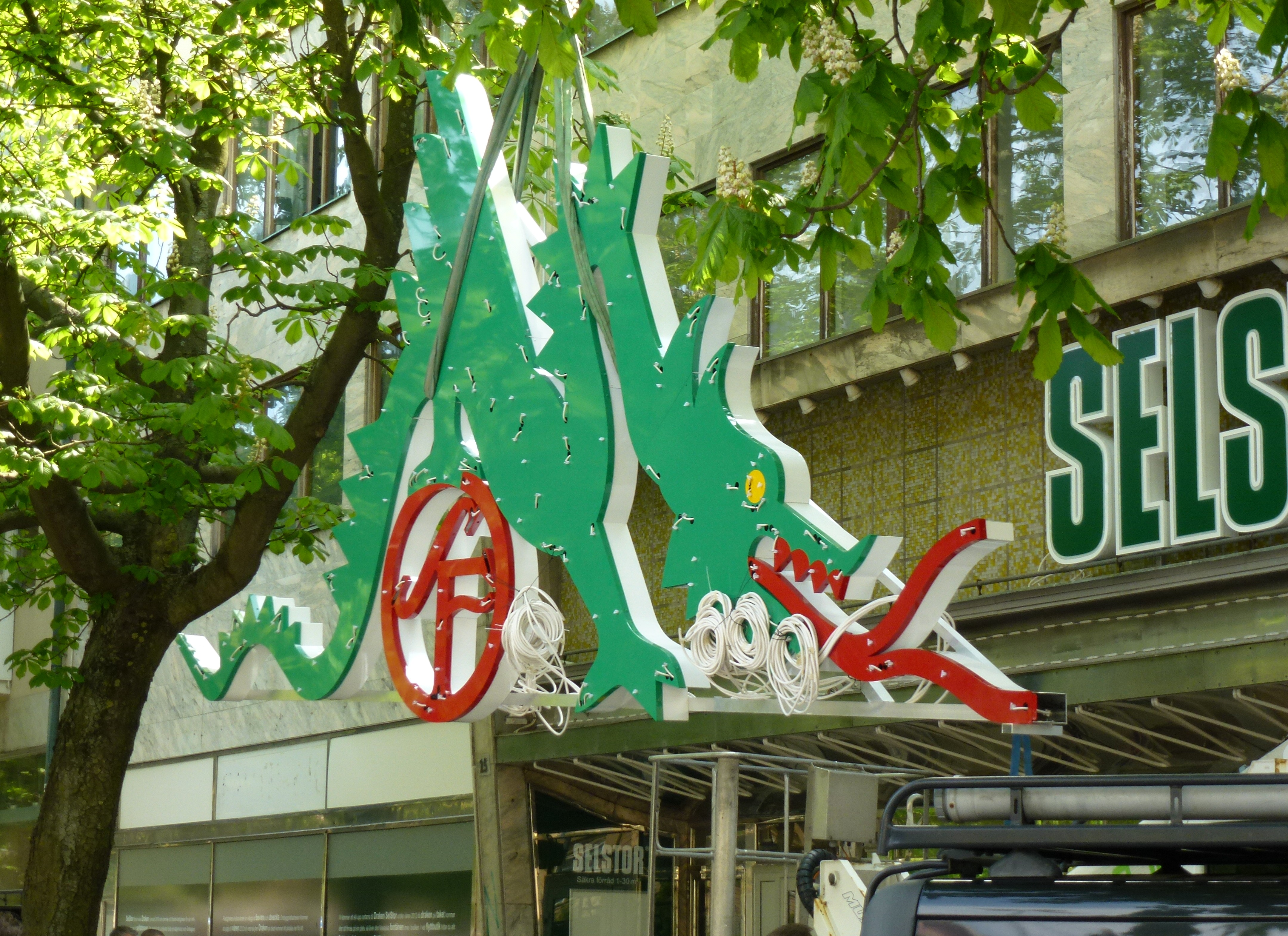
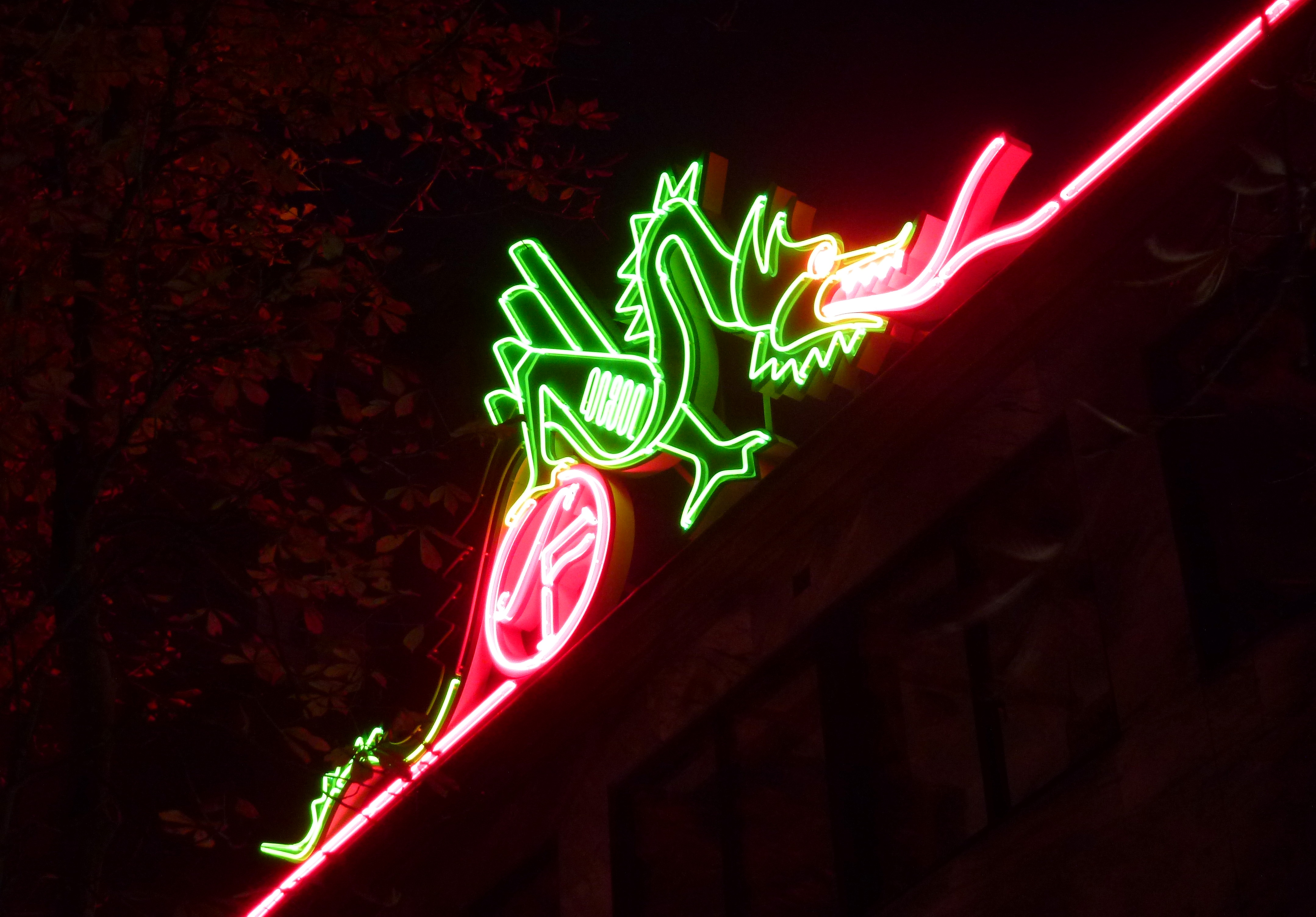